# Хрипуново (Ярославская область)
Хрипуново — деревня в Даниловском районе Ярославской области. Входит в состав Дмитриевского сельского поселения.

## География
Находится в северо-восточной части Ярославской области на расстоянии приблизительно 24 км на юг по прямой от железнодорожного вокзала города Данилова, административного центра района.

## История
Деревня была отмечена еще на карте 1798 года. В 1859 году здесь (деревня Даниловского уезда Ярославской губернии) было учтено 14 дворов, в 1898 — 14.

## Население
Численность населения: 62 человека (1859 год), 20 (русские 90 %) в 2002 году, 13 в 2010.